# Unión (corbeta)

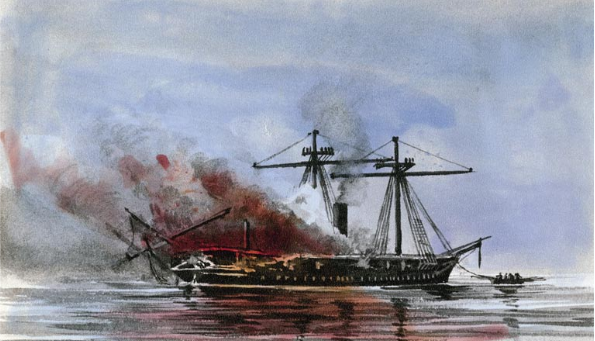
Pintura del Teniente de la Armada Real Británica Rudolph Edward March Phillipps de Lisle, oficial naval a bordo de HMS Triumph, que muestra con gran realismo una imagen de la Corbeta "Unión" en el momento en que es varada, incendiada y dinamitada por su propia dotación en el Callao el 16 de enero de 1881. Biblioteca Quenby Hall Hungarton, Inglaterra.

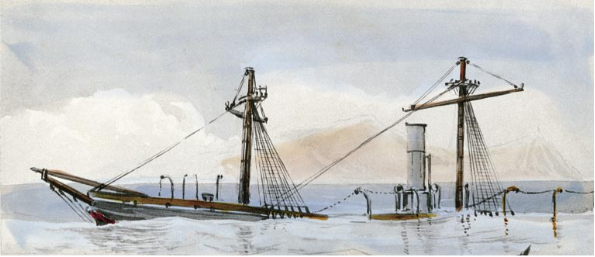
Pintura del Teniente de la Armada Real Británica Rudolph Edward March Phillipps de Lisle, oficial naval a bordo de HMS Triumph, que muestra con gran realismo una imagen de la Corbeta "Unión" luego de ser varada, incendiada y dinamitada por su propia dotación en el Callao el 16 de enero de 1881. Biblioteca Quenby Hall Hungarton, Inglaterra.

La Unión fue una corbeta peruana, originalmente mandada a construir por el gobierno de los Estados Confederados de América durante la Guerra de Secesión y que durante su servicio participó en la Guerra Hispano-Sudamericana y en la Guerra del Pacífico.

## Características técnicas generales

### Descripción
Tenía casco de madera de teca, clavado y forrado en cobre, reforzado con blindaje hasta la línea de flotación con planchas de hierro. Tenía aparejo de corbeta, era de propulsión mixta, a batería de barbeta y daba 13 nudos a máximo andar. Tenía una nave gemela, la BAP América que se perdió con la totalidad de su tripulación durante el terremoto y tsunami de Arica de 1868.

### Armamento
Siempre utilizó cañones rayados de avancarga. Hubo una confusión al comienzo con los cañones Voruz que se pensaban que su calibre era de 30 libras, cuando en verdad estaban consignados como piezas rayé de trente.
Los obuses de los cañones Voruz tenían el problema de que detonaban cuando el proyectil estaba todavía en el ánima. Esto hizo que explotaran 4 cañones Voruz de las corbetas Unión y América entre 1866 y 1867. Para investigar el problema se nombró una comisión dirigida por el coronel de artillería Francisco Bolognesi, que concluyó que el problema eran defectos en la espoleta, que hacía que el obús estalle en la boca del cañón.
En 1869 se le consignaban también dos cañones de 8 libras para artillar lanchas, pero en los años siguientes ya no figuraban. En 1873, mientras estaba en mantenimiento en Inglaterra, se le agregó un cañón Whitworth en proa que fue comprado por una colecta realizada por sus tripulantes y bautizada por ellos como el "malcriado".
Durante la guerra del Pacífico, en junio de 1879 se le colocaron 2 cañones Parrott de calibre de 6,4 pulgadas y 100 libras, pero el excesivo peso de las piezas hacía que la proa se sumergiera y que el buque perdiera velocidad, por lo que en julio se le cambiaron por dos cañones Armstrong de 70 libras que estaban almacenados en el Callao desde hacía varios años.
A inicios de 1880 estaba armada con 2 cañones Parrot de 30 libras, 2 Armstrong de 40 libras y 12 cañones Voruz. A partir del 12 de noviembre tenía 2 Parrot de 100 libras que reemplazaron a dos Voruz.

## Datos históricos

### Construcción y compra
Durante la Guerra de Secesión, los Estados Confederados mandaron a construir 4 cruceros al francés Henri Arman de Rivière. Él construyó 2 en su propio astillero en Burdeos, con los nombres de Osaka y Yedo, que debían llamarse Louisiana y Mississippi, y otros dos se los encargó a su socio Voruz en Nantes, con los nombres de San Francisco y Shanghai, que eran los nombres que ocultaban al Texas y al Georgia. Debido a la presión de la diplomacia estadounidense, los cruceros fueron embargados en 1864 cuando aún no estaban completados. Los que estaban en Burdeos fueron comprados por Prusia, en ese entonces en guerra con Dinamarca, mientras los que estaban en Nantes fueron comprados por Perú en previsión a una posible guerra con España.
La gestión peruana estuvo a cargo de Federico Barreda, diplomático peruano en París y Londres. La compra recién se realizó en noviembre de 1864, aunque ya desde agosto de ese año, los marinos peruanos Aurelio García y García y Miguel Grau, habían revisado las naves. Las corbetas habían sido rechazadas para Chile por el contralmirante Roberto Simpson.
El costo fue de 2,3 millones de francos, equivalentes a 92 mil libras esterlinas, más de lo que costó el  monitor Huáscar. La San Francisco tomó el nombre de América y la Shanghai el de Unión. El capitán de corbeta Juan Pardo de Zela tomó el mando de la América y el teniente primero Miguel Grau el de la Unión, y ambas corbetas, que estaban en Saint Nazaire, se aprestaron a tomar rumbo al Pacífico en diciembre de 1864.

### Acciones navales

#### La campaña en la guerra civil peruana de 1865
Cuando la corbeta Unión llegó a Inglaterra desde Francia para enlistar tripulación, el 17 de enero de 1865 fue arrestado su comandante Grau en Plymouth, acusado de haber violado los principios de neutralidad que el puerto imponía a todo buque de guerra extranjero. La enérgica protesta de Federico Barreda ante el conde Russel logró anular la orden de detención contra Grau, y la Unión y su gemela América pudieron continuar su viaje al Perú. El 31 de marzo, Miguel Grau, comandante de la Unión, fue ascendido a capitán de corbeta.
El convoy peruano tuvo que sortear dos fuertes tormentas en el Atlántico, motivo por el cual las naves recalaron en Río de Janeiro, del 6 al 26 de mayo de 1865. Cuando el convoy logró ponerse en condiciones de navegar, fue nuevamente sorprendido a menos de cien millas de la costa brasileña por un furioso vendaval que dañó la arboladura de la Unión, que reingresó al puerto de Río de Janeiro remolcada por la América. En vista que las reparaciones de la Unión demorarían casi un par de meses, se optó porque la América continuase sola.
El 6 de julio fondeó la Unión en Valparaíso y allí se enteró su comandante del estado de cosas en el Perú. En el Perú, la armada rebelde estaba al mando del capitán de navío Lizardo Montero, amigo de la infancia de Grau y con quien ya había participado como marinos rebeldes en la Guerra Civil Peruana de 1856-1858, razón por la cual Grau decidió incorporar a la Unión a la marina rebelde, que estaba compuesta por la fragata Amazonas, el transporte Lerzundi, la goleta Tumbes y la corbeta América. La escuadra gobiernista del presidente Juan Antonio Pezet contaba con la fragata Apurímac, el transporte Chalaco, el blindado Loa y el monitor Victoria, estos dos últimos baterías flotantes, por lo que decidió no enfrentarse a la marina rebelde y permaneció anclada en el Callao durante la guerra. Lo más relevante de la marina rebelde fue el transportar al Ejército Rebelde del Norte desde Huacho hasta Pisco, en septiembre de 1865, teniendo la Unión que enfrentarse a la Apurímac en altamar.
Finalmente las fuerzas rebeldes toman Lima el 6 de noviembre de 1865, finalizando la guerra civil.

#### La campaña en la guerra hispano-sudamericana
El 5 de diciembre de 1865, el nuevo gobierno peruano presidido por el coronel Mariano Ignacio Prado firmó un tratado de alianza con Chile como prevención a una inminente guerra con España. Se formó una División Naval bajo las órdenes del capitán de navío Manuel Villar, conformada por las fragatas Amazonas  y Apurímac y las corbetas Unión y América, que marchó rumbo a Chile. El objetivo era que la escuadra peruana se uniera a la chilena en el sur de Chile, para esperar a los blindados que el Perú había comprado en Inglaterra e iniciar una campaña de represión contra la escuadra española en el Pacífico. De esta manera, la corbeta Unión empezó su estadía en Chile bajo el comando del capitán de fragata Miguel Grau.
El 14 de enero de 1866 el Perú declaró la guerra formalmente a España tras firmar alianzas defensivas con Ecuador y Bolivia. El 16 de enero, la fragata Amazonas  se hundió al extremo sur oeste de la Isla de Abtao, en Chayahué donde se estacionó la escuadra aliada. La Unión participó junto con la escuadra peruana y el goleta chilena Covadonga en el Combate Naval de Abtao contra las fragatas españolas Blanca y Villa de Madrid. La corbeta Unión tuvo las bajas más graves: doce muertos. Luego de este combate, la Unión y toda la escuadra aliada se retiró a Huito.
En marzo de 1866, el capitán de navío Juan Williams Rebolledo ordenó que ni la Unión ni la América saliesen a buscar a los buques españoles en Valparaíso como habían propuesto sus comandantes, los marinos Grau y Ferreyros, que querían llegar a ese puerto chileno antes que las fragatas españolas para sorprender a los buques menores. En abril, la Unión y la América zarparon al Estrecho de Magallanes para buscar a los blindados peruanos, pero regresaron sin encontrarlos, pues estos estaban todavía en camino. La Unión fue enviada en mayo a Valparaíso a recoger al vicealmirante Blanco Encalada para que tomase el mando de la escuadra aliada, pero a la salida de Huito, los chilenos dispararon los cañones de la playa, que había pertenecido la fragata peruana Amazonas, cumpliendo la vieja orden de Williams de no dejar salir a la Unión, orden que no había sido anulada. El cañoneo no produjo daño alguno.
El 6 de junio de 1866, la escuadra aliada se unió a los buque blindados Independencia y Huáscar, en Ancud, marchado juntos a Valparaíso cinco días después. Ahí permaneció la Unión varios meses. El gobierno peruano contrató al contralmirante John Tucker, que había peleado en el bando Confederado en la Guerra de Secesión, para que tomara el mando de la escuadra peruana que debía atacar a los españoles en Filipinas. Los comandantes de los buques peruanos en Valparaíso no aceptaron esa designación y renunciaron a sus puestos. Fue entonces que Grau dejó el comando de la Unión siendo reemplazado por el capitán de fragata Juan Guillermo More Ruiz.
Tras una nueva Guerra Civil (1867), la Unión viajó para apoyar el transporte de las fuerzas del general Prado del Callao a Mollendo, pero finalmente, Prado dejó la presidencia del Perú el 7 de enero de 1868. Con España se firmó una tregua en 1871; la paz definitiva se firmó en 1879.

#### Viaje a Inglaterra

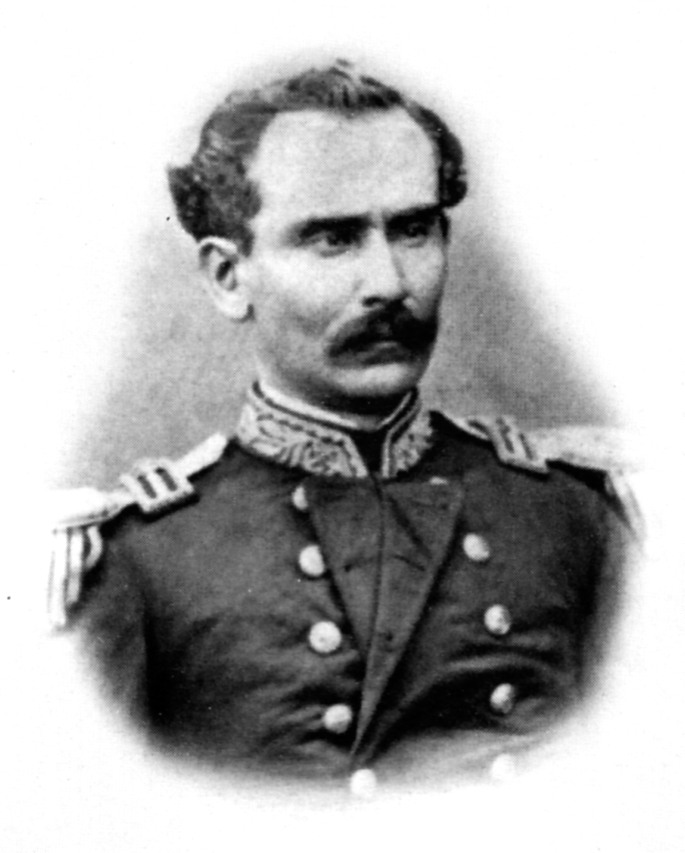
Nicolás Portal, comandante de la Unión.

La corbeta Unión fue enviada a Inglaterra en 1871 con el objeto de cambiarle calderas, aunque también se pidió cambiarle de artillería. Sólo se le colocó un cañón Whitworth de 9 libras de calibre.
El viaje, casi todo hecho a vela, duró tres meses y medio con escalas en Punta Arenas y Bahía. Las reparaciones tardaron un año en los astilleros de Greenhite y al final resultaron las calderas más arriba que las anteriores, con lo que estaban naturalmente más expuestas. La corbeta estuvo de regreso al Perú el 11 de julio de 1873, después de un viaje de 94 días de los cuales pasó un total de 16 en los puertos de Plymouth, San Vicente, Montevideo y horas en Cabo Vírgenes, Posesión; Punta Arenas, Playa Parda, Puerto Angosto, etc. Estaba comandado por el capitán de fragata Nicolás Portal.

#### Campaña contra elHuáscaren 1877
Un hecho importante en la Marina de Guerra del Perú fue la sublevación del Huáscar en 1877. Partidarios de Nicolás de Piérola habían capturado al Monitor Huáscar la noche del 6 de mayo de 1877. El gobierno del General Mariano Ignacio Prado formó una División Naval para someter al monitor rebelde. La división estaba al mando del capitán de navío Juan Guillermo More, compuesta por la fragata blindada Independencia, en donde More era el comandante, la corbeta Unión, al mando del capitán de navío Nicolás Portal, el monitor Atahualpa y el transporte Limeña, que remolcaba al monitor.
La División Naval salió del Callao el 11 de mayo y se reunió con la Pilcomayo en Iquique. El 28 de mayo, la Independencia, la Unión y la Pilcomayo se enfrentaron al Huáscar en el Combate de Punta Pichalo, sin éxito alguno. Finalmente el Huáscar se entregó a la escuadra peruanas al mando de More, el 31 de mayo.

#### Campaña en la Guerra del Pacífico
Al inicio de la guerra, la corbeta Unión pasó a formar parte de la Segunda División Naval de la escuadra peruana junto con la Cañonera Pilcomayo. El comandante de la Unión era el capitán de navío Nicolás Portal, y el de la Pilcomayo el capitán de fragata Antonio de la Guerra. La división estaba al mando del capitán de navío Aurelio García y García, que izó su insignia en la Unión. Se le agregó el 10 de mayo el transporte Oroya, aunque en toda la guerra, no hicieron expedición juntos.

##### Primera expedición
La Segunda División Naval zarpó del Callao el 7 de abril de 1879 y se enfrentó a la cañonera chilena Magallanes en el Combate naval de Chipana el 12 de abril. Este fue el primer encuentro de la guerra, que resultó en un tiroteo sin consecuencias. Como las calderas de la Unión estaban en mal estado, debió regresar al Callao, permaneciendo en mantenimiento por casi tres meses.

##### Segunda expedición
Cuando terminó la Unión su mantenimiento en el Callao, salió a Arica llevando pertrechos de guerra, y ahí, tras reunión entre Grau, García y García y el presidente Prado se acordó hacer una expedición sobre costas chilenas como represalia contra el bombardeo de Iquique, que era un puerto indefenso. En la noche del 17 de julio zarparon de Arica la Unión y el Huáscar. El objetivo era capturar algún transporte chileno, pues sabían que estos eran enviados sin escolta, mientras que la escuadra peruana si escoltaba los transportes.
El 19 de julio la Unión detiene en Mejillones a la fragata chilena Adelaida Rojas, que llevaba 1700 toneladas de carbón. Carga y nave fue enviada al Callao tras ser marinada por la Unión.
En las primeras horas del 20 y frente a Chañaral cayó en manos de los buques peruanos el bergantín Saucy Jack, cargado de cobre, que fue enviado al Callao. En ese puerto destruyen las lanchas de carga.
Al amanecer y en la tarde del 21, los buques estaban en Huasco y Carrizal Bajo respectivamente, destruyendo los elementos de movilidad.
El 22 volvieron a Chañaral y capturaron la barca Adriana Lucía, cargada de cobre, que fue enviada al Callao.
El 23 de julio, tras una maniobra preconcebida se realiza la captura del vapor Rímac, tras lo cual regresaron a Arica el 25 de julio.

##### Expedición al Estrecho de Magallanes

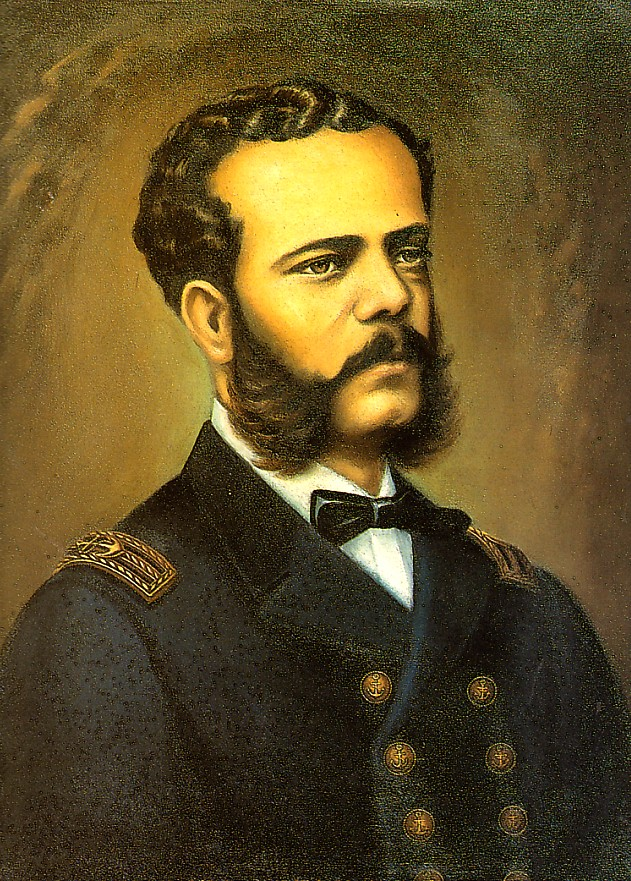
Aurelio García y García, comandante de la Segunda División Naval, que llevaba su insignia en la "Unión".

Por papeles obtenidos en el capturado transporte Rímac, el comando peruano se enteró de que el vapor Glengley llevaba para Chile una importante carga de armas: 4 mil fusiles Gras, 16 cañones Krupp y municiones. 
Pensando en dar un segundo golpe a la moral y a la logística chilena, Nicolás Portal ordenó el zarpe de La Unión, considerada la unidad más rápida de la armada, llevando al comandante de división Aurelio García y García, la Unión salió el 31 de julio hacia el Estrecho de Magallanes para dar caza al vapor Glengley.
El 13 de agosto, corriendo por un fuerte temporal del norte, la Unión avistó la boca norte del estrecho y entró en él a las 3:30 p. m., cuando ya estaba oscuro, por lo que se mantuvieron a la capa entre Westminster Hill y el cabo Packer.
Después de tocar en Borja y San Nicolás, se siguió hasta Punta Arenas donde la Unión llegó a la vista del puerto el 16 de agosto, enarbolando bandera francesa primero para luego cambiarla a la peruana, produciendo inmensa alarma en la población de esa colonia pues se creía que iba a ser bombardeada, temor que fue desmentido por el mismo comandante peruano en conversaciones con el gobernador del puerto, el teniente coronel Carlos Wood, a quien le informó que el poblado no sufriría daños si no eran molestados pues ellos no bombardeaban poblaciones indefensas. El mando peruano a bordo se enteró de que, a fines de julio, el transporte chileno armado Loa, al mando de Carlos Condell, había arribado a Punta Arenas, y que tras dos días de espera se reunió con el Glengley, partiendo ambos el 4 de agosto hacia el norte. Los chilenos se llevaron también los cañones de grueso calibre que defendían la boca del puerto, artillería que había sido montada años atrás, cuando se temió la presencia de la escuadra argentina. 
La Unión decidió entonces retornar a Arica, pero desabastecida como estaba, antes tomó varias toneladas de carbón de un pontón chileno y se abasteció de víveres varios, comprándolos a la población con cierto grado de resistencia del gobernador Wood. El cónsul inglés, encabezando una delegación convenció a Wood de ceder solo autorizando a los comerciantes neutrales extranjeros la venta y, agradeció al comandante García y García a nombre de la colonia extranjera, afincada en Punta Arenas, el no haber hostilizado a la población. La Unión fue abastecida con 2 sacos de verdura, 48 gallinas en pie, 4 cajones de cognac, 8 sacos de papas, 2 sacos de cebollas, 2 barriletes de vino, 116 kg de carne fresca y dos reses en pie.
Se ignoraba tanto por los peruanos como en Punta Arenas que en esos días debía llegar el vapor Genovese con otro importante cargamento de armas para Chile. Para su encuentro fueron despachados la corbeta O'Higgins y el crucero Amazonas. 
La Unión, finalmente ignorando todo ello, tornó rumbo al Pacífico el 18 de agosto.
La Unión viajó a la vela sin tener el aparejo completo. Se dilató la travesía por tener vientos del norte y calmas que los mantenían cerca de la costa enemiga. Llegó a terminar casi todo el carbón y por fin fondeó Arica el 14 de septiembre. Habían transcurrido 45 días de su partida.
Esta comisión es tomada como una hazaña por la historiografía peruana, por el hecho de que un buque de la marina peruana atravesó toda la costa de Chile hasta el extremo sur del continente, no obstante la precariedad de sus elementos materiales en un osado periplo, aunque el viaje resultara infructuoso.

##### Combate de Angamos
La Unión y el Huáscar viajaron al Callao para escoltar el vapor Rímac, que debía llevar un importante cargamento de guerra al sur del Perú. El Rímac dejó en Arica algunos pertrechos de guerra, al mismo tiempo que el presidente Prado y Grau discutían sobre una nueva incursión en puertos chilenos; Grau sugirió que la Unión y el Huáscar regresasen al Callao para mantenimiento de sus buques, pero como esto demoraría un mes, Prado insistió en una expedición más al sur, luego del cual irían al Callao antes del 15 de octubre. El 30 de septiembre de 1879, el convoy salió de Arica y llegaron a Iquique el mismo día, desembarcando en ese puerto las tropas de la División Exploradora (1500 hombres) del General Bustamante. Al día siguiente, la Unión y el Huáscar fueron al sur, mientras el Rímac regresó al Callao.
En Sarco, los buques peruanos apresaron y enviaron al Callao al velero Coquimbo y luego siguieron, creyendo no ser vistos, al fondeadero de este nombre (en donde estaban un buque de guerra inglés y otro estadounidense) y llegaron hasta Tongoy, más allá del paralelo 30°, ya cerca de Valparaíso. En el trayecto, desde su salida de Arica, estuvieron al habla con cinco vapores de la Pacific Steam Navigation Company; pero ninguno tenía o dio noticias de la escuadra chilena.
En Coquimbo tuvieron que permanecer parados frente a la bahía para reparar la máquina del Huáscar y a las 5 p. m. del 6 volvieron al norte. A las 9 a. m. del 7 hubo de detenerse nuevamente el Huáscar por otra interrupción en la máquina, aprovechando para trasladar carbón a la Unión y a las 12 de la noche avistaron las luces del puerto de Antofagasta a cuya entrada quedó la Unión de guardia, mientras el Huáscar reconocía la bahía.
El día 8 se produjo el Combate naval de Angamos, cuando el Huáscar y la Unión se vieron cercados por la flota chilena. La Unión, siguiendo las instrucciones dadas previamente para tales circunstancias, escapó en dirección a Arica, siendo perseguida por las corbetas Loa y O'Higgins, las cuales abandonaron la persecución en Huanillos, debido a la mayor velocidad de la corbeta peruana, y también porque se dieron cuenta tardìamente que lo que intentaba la nave peruana era separarlos del resto de la escuadra chilena. Ya en Arica, cuando el Huáscar ya había sido tomado por los chilenos, la Unión se dirigió al Callao para un mantenimiento que duraría un mes.
Al permitir Grau la retirada de la Unión, lo único que hacía era ceñirse a las instrucciones dadas por el director de Guerra, presidente Mariano Ignacio Prado, fechadas el 30 de septiembre en Arica, en cuyo artículo 7 decía:

“En ningún caso comprometerá el almirante Grau ninguno de los buques de su mando y si encontrase buques enemigos en el tránsito, solo se batirá con fuerzas inferiores, salvo encontrarse en imposibilidad de retirarse ante fuerzas superiores, en cuyas circunstancias cumplirá con su deber”.

Sin embargo, muchos consideraron el proceder de la Unión, como abandono del puesto de combate. El comandante Aurelio García y García, a su propio pedido, se sometió a un sumario indagatorio para aclarar su conducta seguida en Angamos, siendo absuelto de todo cargo y responsabilidad, el 17 de mayo de 1880.

##### Perdida de laPilcomayo
Después de casi un mes de mantenimiento, la Unión salió a su quinta expedición en la Guerra, al mando del capitán de navío Nicolás Portal. El 8 de noviembre de 1879 llegó a Arica escoltando al transporte peruano Chalaco, que llevaba pertrechos de guerra. El 17 de noviembre salieron de Arica, la Pilcomayo, el Chalaco y la Unión hacia el norte.
Al amanecer del 18, la Unión estaba muy al norte sobre Punta Coles, en dirección al Callao; el Chalaco cerca de la costa y la Pilcomayo más abierta que los otros y siguiendo su rumbo a Mollendo. La Unión se encontró con el blindado Blanco Encalada y en el acto arrumbó al sur en busca de sus compañeros para prevenirlos de la presencia del blindado chileno pero finalmente, el Blanco Encalada capturó a la Pilcomayo.

##### La sexta expedición
La Unión, por órdenes del presidente Prado, salió del Callao el 17 de diciembre de 1879 y llegó a Mollendo el 20, donde desembarcó 1500 fusiles y uniformes para la división que estaba acantonada en Arequipa. Esta división se había formado en el Cusco y sería la 10° división del Ejército del Sur, pasando a Tacna luego de armarse, pero el nuevo presidente la transformó, luego de haber cambiado a sus principales jefes, en la 1° división del Segundo Ejército del Sur, que recién se había creado y tendría su base en Arequipa.

##### La última expedición de laUnión

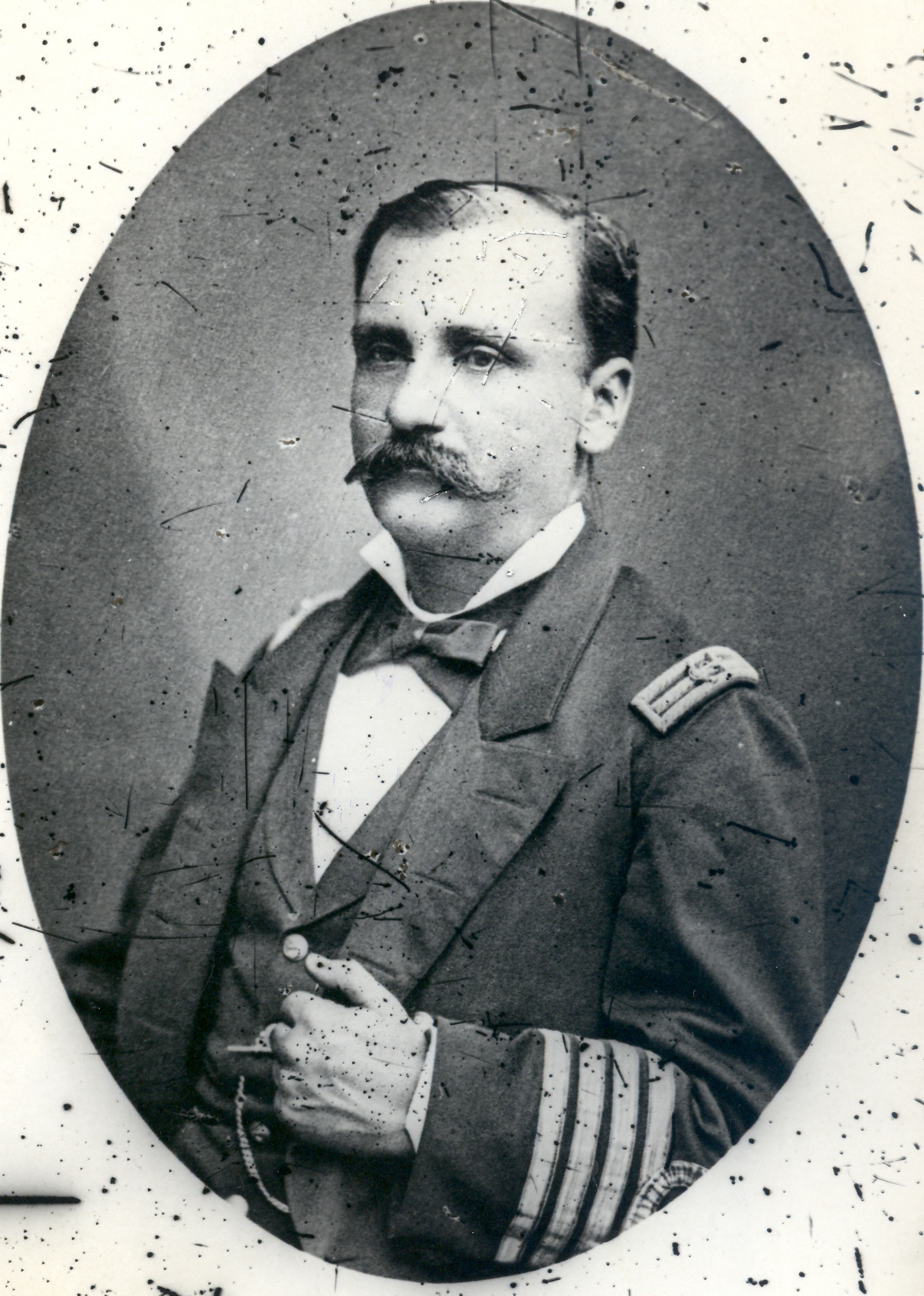
Manuel A. Villavicencio, comandante de la corbeta peruana Unión.

El nuevo gobierno del Perú, representado por Nicolás de Piérola como Dictador, dio el mando de la corbeta Unión al capitán de navío Manuel Antonio Villavicencio Freyre. El 12 de marzo de 1880 salió junto con el vapor Talismán a su séptima y última expedición en la guerra. El Talismán llevaba un cargamento de pertrechos a Quilca y la Unión hacia Arica. El cargamento de la Unión consistía en 37 cajones con calzado, 39 fardos de loneta blanca, 1 cajón con 190 gruesas de botones, 5 cajones con 2 ametralladoras completas, 100 cajones con 100 mil cartuchos para fusiles Remington y la lancha torpedera Alianza, de 7 toneladas, que serviría para vigilar la bahía de Arica y defender de posibles ataques al monitor Manco Cápac (este hacía el papel de batería flotante).
En la madrugada del 17 de marzo, la Unión, amparada en la oscuridad y el absoluto silencio a bordo, entró a Arica, navegando temerariamente pegada a la costa y burlando a la escuadra bloqueadora, que se hallaba en altamar. La maniobra de la Unión, fue recibida con júbilo no solo por la guarnición peruana, sino también por las tripulaciones de los buques de guerra extranjeros, que se habían percatado y observado las maniobras de la corbeta peruana. Los bloqueadores burlados recién se dieron cuenta de lo que estaba pasando a plena luz del día, cuando la Unión ya estaba descargando los suministros. Los buques chilenos Cochrane y el Amazonas se unieron al Huáscar y abrieron fuego sobre la corbeta peruana y también sobre el monitor Manco Cápac hasta después de las 2 p. m.. Ambos barcos contestaron y fueron ayudados por la batería del Morro y las del Norte. Las operaciones de descarga pudieron concluir sin dificultades. 
El jefe del Cochrane Juan José Latorre llamó a bordo de su buque a los comandantes del Huáscar y del Amazonas para deliberar sobre la forma de impedir que escapase la osada nave peruana de la rada de Arica. Justo en ese mismo instante, después de las 5 p. m., la Unión zarpó a toda velocidad, no con dirección norte como creían sus adversarios, sino con rumbo al sur, burlando por segunda vez el bloqueo, lo que suscitó el aplauso de las tripulaciones de los buques neutrales y la algarabía de la población que coronaba el Morro y otros lugares cercanos.
Los buques chilenos emprendieron la persecución de la Unión, pero la abandonaron al llegar la noche. Tras esta hazaña, que asombró a propios y extraños, la Unión llegó al Callao el 20 de marzo. Había cumplido su misión con éxito, rompiendo dos veces el bloqueo de Arica. Sus bajas fueron varios heridos y un muerto.

##### El bloqueo del Callao
Desde el 10 de abril de 1880 empezó el bloqueo del Callao por parte de la escuadra chilena y en las primeras horas de ese día, la lancha Guacolda intentó hundir a la Unión con uno de sus torpedos de botalón, pero no tuvo éxito pues la corbeta había sido rodeada por una palizada y el torpedo de botalón estalló a 10 metros del buque.
Como consecuencia del bloqueo, la Unión quedó encerrada en el Callao. En el bombardeo del 22 de abril, la chimenea de la Unión fue agujereada y tuvo otras averías en la obra muerta.  A mediados de 1880 se le desmontaron sus cañones y varios sirvieron para artillar el cerro San Cristóbal ante un posible desembarco chileno en Ancón.
Finalmente, el 16 de enero de 1881, la Unión y otros buques de la Marina de Guerra del Perú fueron hundidos en el Callao para evitar que cayeran en manos chilenas, tras finalizar la Campaña de Lima. La Unión fue varada al norte de la bahía del Callao, quemada en parte su popa y destrozada su maquinaria.

### Hechos posteriores
Como el palo mayor de la corbeta Unión emergió por varios años en la boca del río Rímac, cuando era director de la Escuela Naval del Perú el capitán de navío Ernesto Caballero y Lastres, fue retirado e instalado en el patio de la entrada principal de ese centro de estudios superiores, ubicado en el malecón Figueredo en La Punta donde se forman, año a año, los oficiales de la Marina de Guerra del Perú. Desde aquel entonces, la puerta principal de dicha Escuela Naval pasó a denominarse Puerta Unión y es la puerta por donde los cadetes navales entran y salen de parada como recordatorio de la actuación de la Marina de Guerra del Perú en la Guerra del Pacífico.
En el 2014, en honor a la corbeta Unión, fue botado recibiendo su nombre el BAP Unión (BEV-161) buque escuela a vela de cuatro mástiles perteneciente a la Marina de Guerra del Perú. Construido en los astilleros de los Servicios Industriales de la Marina SIMA Perú, en el Callao y comisionado en el año 2016 para el servicio de su Escuela Naval. Es considerado de navío a vela más grande de las Américas y el segundo más grande del mundo.
El BAP Unión-BEV 161, además opera como un embajador itinerante del país en sus diversas travesías por el mundo.